# Mwinilunga
Mwinilunga es una ciudad situada en la provincia del Noroeste, Zambia. Se encuentra a orillas del río Lunga Oeste, cerca de las fronteras con la República Democrática del Congo y Angola. Tiene una población de 10 745 habitantes, según el censo de 2000.
La ciudad se encuentra a un altitud de  1387 m y es uno de los lugares más lluviosos de Zambia con precipitaciones anuales de cerca de 1400 mm que caen en la estación lluviosa de octubre a mayo. La ciudad también posee un pequeño aeropuerto.[cita requerida]

## Clima
| Parámetros climáticos promedio de Mwinilunga | Parámetros climáticos promedio de Mwinilunga | Parámetros climáticos promedio de Mwinilunga | Parámetros climáticos promedio de Mwinilunga | Parámetros climáticos promedio de Mwinilunga | Parámetros climáticos promedio de Mwinilunga | Parámetros climáticos promedio de Mwinilunga | Parámetros climáticos promedio de Mwinilunga | Parámetros climáticos promedio de Mwinilunga | Parámetros climáticos promedio de Mwinilunga | Parámetros climáticos promedio de Mwinilunga | Parámetros climáticos promedio de Mwinilunga | Parámetros climáticos promedio de Mwinilunga | Parámetros climáticos promedio de Mwinilunga |
| Mes                                          | Ene.                                         | Feb.                                         | Mar.                                         | Abr.                                         | May.                                         | Jun.                                         | Jul.                                         | Ago.                                         | Sep.                                         | Oct.                                         | Nov.                                         | Dic.                                         | Anual                                        |
| -------------------------------------------- | -------------------------------------------- | -------------------------------------------- | -------------------------------------------- | -------------------------------------------- | -------------------------------------------- | -------------------------------------------- | -------------------------------------------- | -------------------------------------------- | -------------------------------------------- | -------------------------------------------- | -------------------------------------------- | -------------------------------------------- | -------------------------------------------- |
| Temp. máx. abs. (°C)                         | 33.1                                         | 31.9                                         | 31.0                                         | 30.6                                         | 30.8                                         | 30.2                                         | 31.4                                         | 32.8                                         | 36.8                                         | 34.8                                         | 33.6                                         | 31.7                                         | 36.8                                         |
| Temp. máx. media (°C)                        | 26.0                                         | 26.3                                         | 26.8                                         | 27.3                                         | 27.0                                         | 25.9                                         | 26.3                                         | 28.7                                         | 31.0                                         | 29.9                                         | 27.4                                         | 26.2                                         | 27.4                                         |
| Temp. media (°C)                             | 19.9                                         | 19.9                                         | 20.1                                         | 19.9                                         | 18.2                                         | 15.9                                         | 16.1                                         | 18.9                                         | 21.7                                         | 21.3                                         | 20.3                                         | 19.8                                         | 19.3                                         |
| Temp. mín. media (°C)                        | 16.2                                         | 16.2                                         | 16.0                                         | 14.2                                         | 10.1                                         | 6.7                                          | 6.6                                          | 9.3                                          | 12.4                                         | 14.8                                         | 15.8                                         | 16.2                                         | 12.9                                         |
| Temp. mín. abs. (°C)                         | 11.6                                         | 12.6                                         | 10.0                                         | 7.8                                          | 1.6                                          | -1.9                                         | 0.5                                          | 0.9                                          | 1.6                                          | 8.1                                          | 10.5                                         | 7.3                                          | -1.9                                         |
| Precipitación total (mm)                     | 241.8                                        | 200.4                                        | 266.7                                        | 89.5                                         | 12.1                                         | 1.3                                          | 0.0                                          | 3.2                                          | 18.5                                         | 91.7                                         | 222.0                                        | 265.9                                        | 1413.1                                       |
| Días de precipitaciones (≥ 1.0 mm)           | 24                                           | 21                                           | 23                                           | 11                                           | 1                                            | 0                                            | 0                                            | 0                                            | 2                                            | 12                                           | 21                                           | 25                                           | 140                                          |
| Horas de sol                                 | 136.4                                        | 120.4                                        | 151.9                                        | 228.0                                        | 294.5                                        | 297.0                                        | 310.0                                        | 297.6                                        | 261.0                                        | 213.9                                        | 156.0                                        | 133.3                                        | 2600.0                                       |
| Humedad relativa (%)                         | 82.5                                         | 84.6                                         | 84.1                                         | 77.6                                         | 70.2                                         | 64.5                                         | 58.7                                         | 50.8                                         | 49.1                                         | 67.8                                         | 78.3                                         | 83.7                                         | 71.0                                         |
| Fuente: NOAA                                 |                                              |                                              |                                              |                                              |                                              |                                              |                                              |                                              |                                              |                                              |                                              |                                              |                                              |